# Bertel Jung
Axel Bertel Jung (Jakobstad, 11 juli 1872 — Helsinki, 12 mei 1946) was een Finse architect en planoloog, bekend als Finlands eerste officiële ontwerper van bestemmingsplannen en een pionier op het gebied van stadsplanologie.

## Jeugd en opleiding
Axel Bertel Jung werd geboren in Jakobstad, een Zweedstalige plaats aan de westkust van midden-Finland, als zoon van verzekeringsagent Axel Gabriel Jung en Sofia Brunberg.
Jung rondde zijn middelbare school af in 1891, en ging architectuur studeren in het Polytechnisch Instituut (later Technische Universiteit Helsinki, nu onderdeel van de Aalto-universiteit). Hij studeerde daar af in 1895, waarna hij gedurende een jaar ging studeren aan de Königliche Kunstschule zu Berlin.
In 1903 trouwde hij met Gunborg Hausen.

## Carrière
In 1897 ging hij werken op het bureau van zijn vriend Lars Sonck. Daarna werkte korte tijd op het kantoor van zijn medestudent Karl Hård af Segerstad en richtte in 1898 samen met Waldemar Andersin (1870–1921) en Oscar Bomanson (1872–1946) een eigen architectenbureau op, dat zou blijven bestaan tot 1913.
In 1908 kreeg Jung een aanstelling als voorzitter van de planologische dienst van Helsinki, als eerste persoon die in Finland een dergelijke functie kreeg. Hij speelde een sleutelrol in het ontwerp van het stadscentrum, evenals de bestemmingsplannen van vele wijken van de Finse hoofdstad, waaronder Kulosaari, Herttoniemi, Haaga, Meilahti en Munkkiniemi. Hij maakte de eerste plannen voor het centrale park van Helsinki. Hij had ook een hand in de stadsplannen van onder andere Turku, Vyborg, Oulu, Porvoo, Vaasa en Mariehamn.
In 1924 richtte hij samen met zijn jongere broer Valter het ontwerpbureau Jung & Jung op, dat zou blijven bestaan tot 1946, het jaar waarin beide broers overleden.
Bertel Jung was ook een productief schrijver en een invloedrijk architectuurtheoreticus. Hij was onder andere van 1903 tot 1905 de eerste hoofdredacteur van het Finse architectuurtijdschrift Arkkitehti.

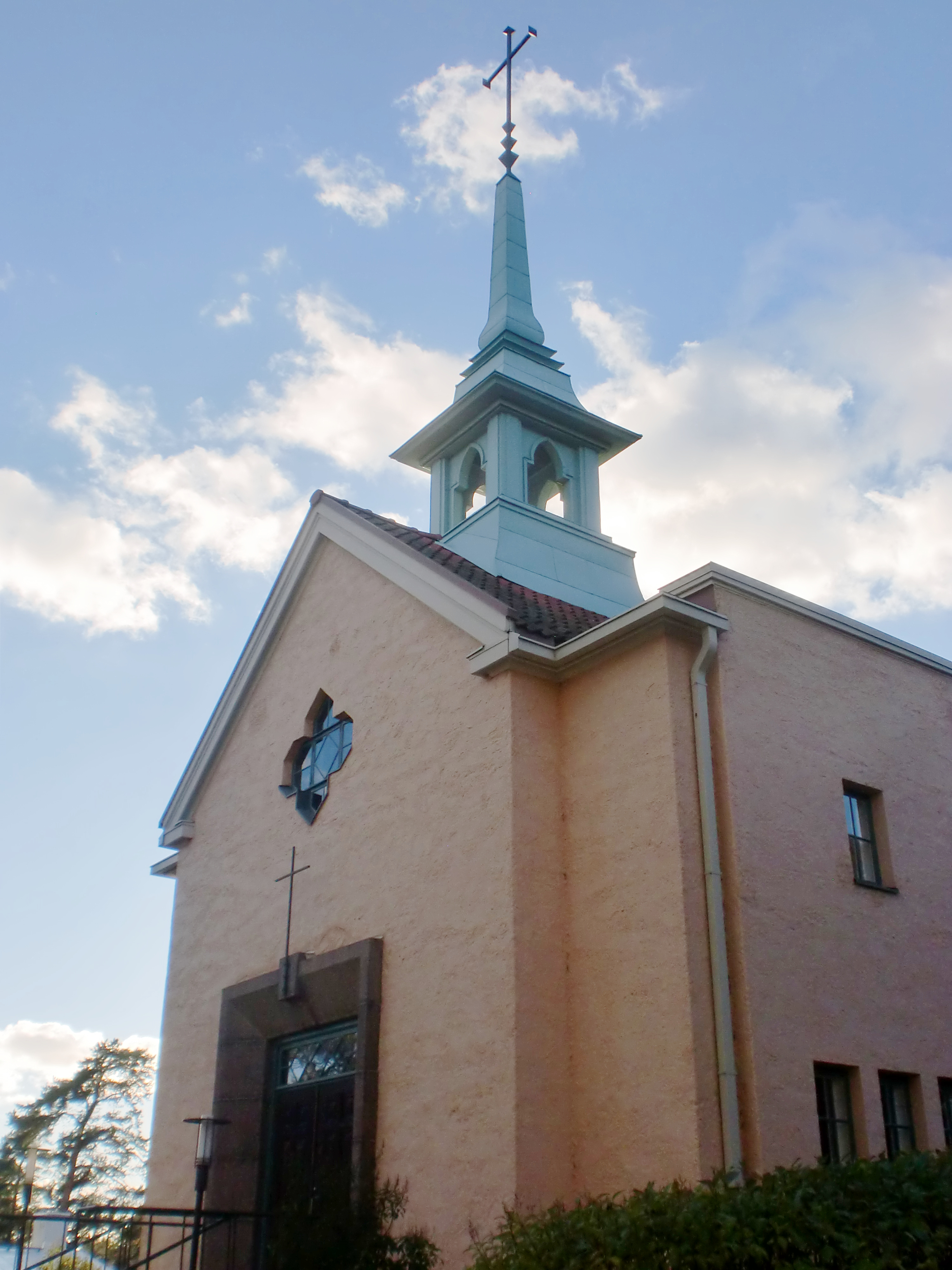
De kerk van Kulosaari (1935), ontworpen door Jung.

## Prijzen en vernoemingen
- In 1942 kreeg hij de eretitel 'Professori' vanwege alle verrichtingen in zijn hele carrière.[4]
- Een plein in Espoo is naar hem genoemd, evenals een straat in Oulu.[5]

- Gemeinsame Normdatei: 130058920
- International Standard Name Identifier: 0000 0001 2210 2858
- Union List of Artist Names: 500236750
- Virtual International Authority File: 38015159
- WorldCat: E39PBJr7XyvgTVbkGKccDK8t8C